# Bowling for Columbine
Bowling for Columbine ist ein Dokumentarfilm des US-amerikanischen Regisseurs und politischen Aktivisten Michael Moore aus dem Jahr 2002. Er wurde mit einem Oscar und zahlreichen anderen Preisen ausgezeichnet. Der Film wurde aufgrund der nachgewiesenen Manipulationen auch in vielen Medien kritisiert.

## Inhalt des Films
Ausgehend von dem Schulmassaker von Littleton im Jahr 1999, bei dem zwei Schüler an der Columbine High School zwölf Mitschüler, einen Lehrer und sich selbst erschossen, basiert Bowling for Columbine hauptsächlich auf Gesprächen von Kanadiern und Amerikanern mit Michael Moore zum Thema US-Waffenhandel aus den Jahren 1999 bis 2001. Hierbei geht Moore im Gegensatz zu seinem Film Fahrenheit 9/11 nur kurz auf die Ereignisse des 11. September 2001 ein, beschäftigt sich in erster Linie mit der amerikanischen Waffenindustrie (beispielsweise Lockheed Martin) sowie der Schusswaffenvereinigung NRA und stellt in Comic-Form einen Abriss der Geschichte Nordamerikas aus seiner Sicht dar. Neben amerikanischen Prominenten wie Charlton Heston, Matt Stone und Marilyn Manson wurde unter anderem auch James Nichols – der Bruder des Oklahoma-Attentäters Terry Nichols – für Bowling for Columbine interviewt.
Moore präsentiert seine Antworten auf die Fragen nach den Gründen des Amoklaufs und der Zahl der Gewaltverbrechen in den USA, die von ihm angeführten Statistiken zufolge höher ist als in anderen demokratischen Staaten wie Deutschland, Frankreich, Japan, Großbritannien, Australien und besonders Kanada. Moore kritisierte, dass der Columbine-Amoklauf seiner Auffassung nach von den amerikanischen Medien fast ausschließlich damit erklärt worden sei, dass die beiden Täter die Musik von Marilyn Manson hörten. In Anlehnung daran, dass sie vor der Tat bowlen waren (in Wirklichkeit schwänzten die Täter allerdings den Bowlingkurs), stellt er die Frage, ob es nicht genauso sinnvoll sei, das Bowlen für die Tat verantwortlich zu machen. Daraus leitet sich auch der Titel des Films her.
Moore argumentiert, dass die ihm zufolge höhere schusswaffenbedingte Mordrate in den USA nicht mit der Zahl der Waffen zusammenhänge, da es in Kanada ebenfalls viele Waffen gebe, und führt alternative Gründe an: Die gewalttätige Unterdrückung der Indianer in der Vergangenheit scheidet seiner Meinung nach aus, da andere Nationen mit gewalttätigem Hintergrund wie Deutschland (Zeit des Nationalsozialismus), Japan (Besetzung Chinas im Zweiten Weltkrieg) oder Frankreich (Algerienkrieg) heute geringere Mordraten haben. Zudem thematisiert er Militarismus, Rassismus und insbesondere eine Angst der weißen Bevölkerungsmehrheit vor der schwarzen Bevölkerungsminderheit sowie die gesellschaftliche Ordnung der USA mit Wettbewerb, Einkommensunterschieden und des Wohlfahrts- statt Sozialsystems. Breiten Raum nimmt die Betrachtung der amerikanischen Medienlandschaft ein, die Moore zufolge durch einen Schwerpunkt auf Gewalt und Kriminalität zu einem allgemeinen Gefühl der Verunsicherung und Angst beiträgt. Moore besucht eine Schule, an der ein Sechsjähriger seine Mitschülerin erschossen hat, und spricht mit Lehrern und Politikern. In diesem Zusammenhang stellt er die Frage, ob die Gesellschaft eine Mitschuld trage, wenn sozialschwache Mütter mehrere Jobs gleichzeitig ausüben müssen, ohne Zeit zu haben, ihre minderjährigen Kinder zu beaufsichtigen. Moore versucht ein Interview mit Dick Clark zu führen, der in seiner Restaurantkette Sozialhilfeempfänger zu niedrigen Löhnen beschäftigt, doch Clark lehnt dies ab.
Der Film endet, ohne eine Antwort zu geben, legt aber den Schluss nahe, dass eine „Kultur der Angst“ in den USA die Ursache für die ungewöhnlich hohe Rate an Gewaltverbrechen sei.

### Statistik
Um einen Vergleich zu ziehen, wie viele Menschen in anderen Industriestaaten durch Schusswaffen jährlich getötet werden, blendet Moore eine Statistik ein (die Zahlen in Klammern verweisen auf die Todesrate pro 100.000 Einwohner):
- USA – 11.127 Tote pro Jahr (3,601/100.000)
- Deutschland – 381 Tote pro Jahr (0,466/100.000)
- Frankreich – 255 Tote pro Jahr (0,389/100.000)
- Kanada – 165 Tote pro Jahr (0,284/100.000)
- Großbritannien – 68 Tote pro Jahr (0,109/100.000)
- Australien – 65 Tote pro Jahr (0,292/100.000)
- Japan – 39 Tote pro Jahr (0,030/100.000)

### What-a-wonderful-world-Segment
In einem Abschnitt zählt Moore folgende militärischen und geheimdienstlichen Aktionen der USA (zum Lied What a Wonderful World von Louis Armstrong) auf. In kursiver Schrift sind die ehemals geheimen Tarnnamen der jeweiligen Geheimoperationen ergänzt, die im Film jedoch nicht genannt sind:
1. 1953: Die USA stürzen im Iran Premierminister Mohammad Mossadegh (Operation Ajax) und installieren den Schah als Diktator.
2. 1954: Die USA stürzen den demokratisch gewählten Präsidenten Arbenz von Guatemala (Operation PBSUCCESS). 200.000 Zivilisten werden getötet.
3. 1963: Die USA unterstützen die Ermordung des südvietnamesischen Präsidenten Diem.
4. 1963–1975: Im Vietnamkrieg werden, unter Beteiligung des US-Militärs, ungefähr vier Millionen Menschen in Südostasien getötet.
5. 11. September 1973: Die USA unterstützen den Militärputsch in Chile (Operation FUBELT). Der demokratisch gewählte Präsident Salvador Allende begeht in dessen Verlauf Suizid. General Augusto Pinochet wird als Diktator eingesetzt. 5000 Chilenen werden getötet.
6. 1977: Die USA unterstützen die Militärregierung von El Salvador. 70.000 Salvadorianer und vier amerikanische Nonnen werden getötet.
7. 1980: Die USA bilden Osama bin Laden und mit diesem alliierte Terroristen aus, um die Mudschaheddin im Kampf gegen die sowjetischen Besatzer zu unterstützen. Die CIA finanziert dies mit drei Milliarden US-Dollar (Operation Cyclone).
8. 1981: Die Reagan-Regierung bildet die Rebellen in Nicaragua aus und finanziert sie, um die sandinistische Regierung zu bekämpfen. 30.000 Menschen sterben während des so genannten Contra-Kriegs.
9. 1982: Die USA leisten milliardenschwere Waffenhilfe für Saddam Hussein, um die Iraner im Ersten Golfkrieg zu bekämpfen.
10. 1983: Das Weiße Haus gibt den Iranern heimlich Waffen, um die Iraker zu bekämpfen (Iran-Contra-Affäre).
11. 1989: CIA-Agent und de facto Präsident von Panama, Manuel Noriega, folgt nicht mehr den Weisungen aus Washington. Die USA marschieren in Panama ein und setzen Noriega ab. 3.000 Zivilisten werden getötet (Operation Just Cause (dt. gerechte Sache))
12. 1990: Der Irak überfällt Kuwait mit Waffen aus den USA.
13. 1991: Die USA dringen in den Irak ein. Die kuwaitische Diktatur wird wieder eingesetzt.
14. 1998: Die USA bombardieren eine sudanesische „Waffenfabrik“ (Operation Infinite Reach). Es stellt sich heraus, dass dort ASS hergestellt wurde.
15. 1991 bis heute (zum Zeitpunkt des Filmes): Die USA bombardieren wöchentlich den Irak. Die Vereinten Nationen schätzen, dass 500.000 irakische Kinder an den Bombardierungen und den Folgen der Sanktionen sterben.
16. 2000–2001: Die USA geben dem Taliban-beherrschten Afghanistan eine Finanzhilfe von 245 Mio. Dollar.
17. Die letzte Einstellung der Montage zeigt United-Airlines-Flug 175 beim Einschlag in das World Trade Center am 11. September 2001 mit einer letzten Einblendung, in der zu lesen ist, dass Osama bin Laden seine jahrelange CIA-Ausbildung nutzte, um 3.000 Menschen zu töten.

## Produktion und Veröffentlichung
Michael Moore konnte Bowling for Columbine nur durch die finanzielle Unterstützung des kanadischen Filmproduktionsunternehmens Alliance Atlantis und des deutschen Filmfonds Vif Babelsberger Filmproduktion GmbH & Co herstellen, da kein Produzent in den USA sich an einem Film zu diesem Themenbereich beteiligen wollte. Produziert wurde er von Moores Dog Eat Dog Films. Die Produktionskosten beliefen sich auf vier Millionen US-Dollar.
Nach dem Erfolg bei den 55. Internationalen Filmfestspielen von Cannes kaufte Metro-Goldwyn-Mayers Tochterunternehmen United Artists auf Bestreben von dessen Präsidenten Bingham Ray die Rechte für den Vertrieb des Films auf dem US-amerikanischen Markt.
Bowling for Columbine ist der nach dem Kinoeinspielergebnis dritterfolgreichste Dokumentarfilm. Die weltweiten Kinoeinnahmen belaufen sich auf 58.008.423 US-Dollar. Bis zum Erscheinen der Filme Fahrenheit 9/11 und Die Reise der Pinguine war dies der Dokumentarfilm mit dem höchsten und dann zweithöchsten Einspielergebnis. Der Kinostart in den USA fand am 11. Oktober 2002 in acht Kinos statt.
Der Beifall bei der Filmvorführung im Rahmen des Internationalen Filmfestivals von Cannes dauerte 13 Minuten.

## Rezeption
Der Film erhielt überwiegend positive Kritiken. Das Kritiken-Vergleichsportal Metacritic errechnet dem Film einen „Metascore“ von 72 Punkten. Auf Rotten Tomatoes erreicht der Film 95 % auf dem Tomatometer und schließt mit dem Kritikerkonsens “Though it may not always convince, Bowling for Columbine asks important questions and provokes thought.” (Rotten Tomatoes, deutsch: „Auch wenn es nicht immer überzeugt, stellt Bowling for Columbine wichtige Fragen und regt zum Nachdenken an.“)
Der Kritiker Edward Lawrenson bemerkt, dass Moores „radikale Subjektivität“, mit der er vorgehe, ihm von vielen anderen Kritikern angekreidet wurde. Dabei sei Moores Ziel, „die USA wegen ihrer Einstellung zum Waffenbesitz an den Pranger zu stellen, für manche aufgrund seines didaktischen Vorgehens nicht erkennbar.“ Der Kritiker befindet jedoch, dass man sich der Schlüssigkeit seiner Aussagen nicht verschließen könne. Und auch wenn der Film, der den Zusammenhang  zwischen der „amerikanische[n] Liebe zum Waffenbesitz“ und der „landesweiten Eskalation an Gewalt“ herstelle, ein kommerzieller Erfolg war, würden ähnliche Vorfälle in den USA gezeigt haben, dass der Film „die amerikanische Psyche nur an der Oberfläche erreichte und nicht nachhaltig aufgerüttelt hat.“

## Kritik
Im Dokumentarfilm Manufacturing Dissent von Debbie Melnyk und Rick Caine über Michael Moore, wird auf Manipulationen und Verfälschungen Michael Moores im Film Bowling for Columbine hingewiesen. Thematisiert wird dies auch in deutschsprachigen Medien, beispielsweise dem Deutschlandfunk, der Frankfurter Allgemeinen Zeitung, und der Welt am Sonntag, in der es heißt: „Die Szene in ‘Bowling for Columbine’, wie Moore in einer Bank ein Gewehr als Werbegeschenk bekommt, ist offenbar verfälschend nachgestellt. Auch Titel und Kernthese des Films sind irreführend – die Attentäter von Columbine gingen am Morgen der Tat wohl keineswegs bowlen, wie Moore behauptet. Und die Fabrik des – so Moore – ‚weltgrößten Waffenfabrikanten‘ Lockheed in Columbine, die er anspielungsreich mit dem Schulmassaker in Verbindung bringt, stellt in Wahrheit Wettersatelliten her.“

## Weiteres
- Moore verwendet den Song Happiness Is a Warm Gun von den Beatles. In diesem Zusammenhang werden neben echte Aufnahmen von Morden (Jeff Doucet und Maritza Martin Munoz) und Selbstmorden mit Schusswaffen (Budd Dwyer und Daniel V. Jones) auch der blinde Waffennarr Carey McWilliams gezeigt.
- Es wird erwähnt, dass eine amerikanische Stadt den Erwerb von Schusswaffen zur Pflicht gemacht hat. Bei dieser Stadt handelt es sich um Virgin (Utah).
- Matt Stone, ein Waffenrechtsbefürworter, kritisierte Moore für das Interview im Film, da dieser einen South-Park-ähnlichen Zeichentrickfilm zeigt, welcher die NRA in Verbindung mit dem Ku-Klux-Klan setzt.[8]
- Moores Umgang mit Charlton Heston wurde nachträglich stark kritisiert, so wurde ihm vorgeworfen, dass er zum Zeitpunkt des Interviews bereits von Hestons Alzheimererkrankung wusste und diesen bewusst in eine psychische Enge drückte, indem er ihn indirekt für das Schulmassaker von Littleton verantwortlich machte. Heston war zu diesem Zeitpunkt Präsident der National Rifle Association, die sich für ein Waffenrecht ausspricht und die bereits länger geplante Jahreshauptversammlung nach dem Massaker nicht absagen wollte. Moore bestätigte in einem Interview mit Die Zeit, dass er bewusst einen Eklat provozieren wollte und benannte Heston als „alten, geistig eingerasteten Mann mit rassistischen Ansichten“, obwohl sich dieser zeitlebens für mehr Rechte der Afroamerikaner einsetzte.[9] Ebenfalls wurde mehrfach kritisiert, dass Moore Heston als Täter des Schulmassakers darstellt und ihm direkte Vorwürfe macht – gleichzeitig wurde Heston für seine Besonnenheit und Freundlichkeit im Interview gelobt, die er selbst nach schwersten Anschuldigungen seitens seines Interviewpartners nicht ablegen wollte.[10]

## Preise und Nominierungen (Auswahl)
- 2002: Jubiläumspreis bei den 55. Internationalen Filmfestspielen von Cannes
- 2002: Independent Spirit Award – Beste Dokumentation
- 2002: Vancouver International Film Festival – Beliebtester internationaler Film
- 2002: National Board of Review – Bester Dokumentarfilm
- 2003: César – Bester ausländischer Film
- 2003: International Documentary Association (IDA) – Beste Dokumentation aller Zeiten
- 2003: Broadcast Film Critics Association Awards als bester Dokumentarfilm
- 2003: Oscar – Bester Dokumentarfilm
- 2003: Online Film Critics Society Awards – Bester Dokumentarfilm; Nominierung als Bester Film
- Die Deutsche Film- und Medienbewertung FBW in Wiesbaden verlieh der Dokumentation das Prädikat besonders wertvoll.